# 2x2x3魔術方塊

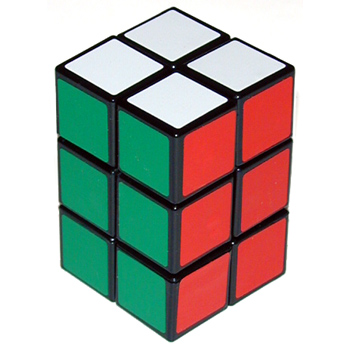
2x2x3魔方

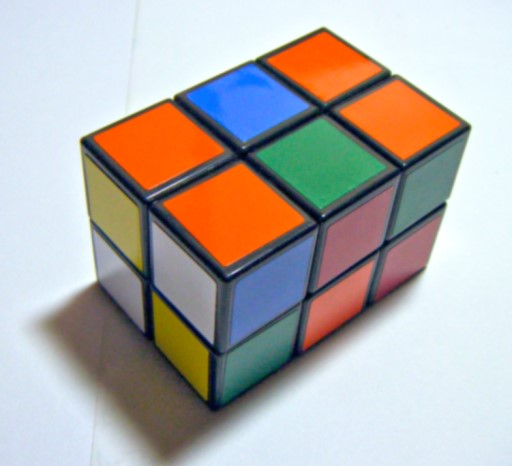
打乱的2x2x3魔方

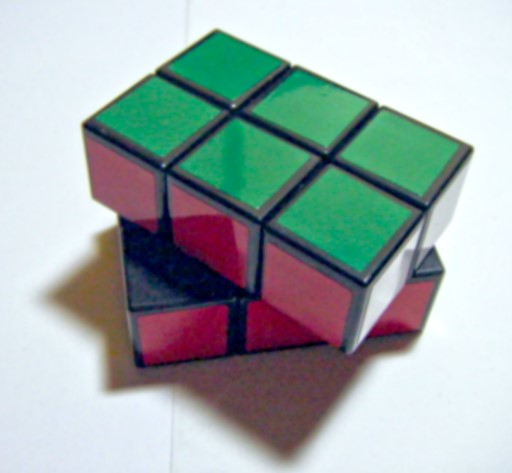
转动中的2x2x3魔方

2x2x3魔術方塊是二階魔術方塊的變形。他的外型就是二階魔術方塊多加一層。其解法和3x3x2魔術方塊很像。

## 變化
2x2x3魔術方塊有8個角塊和4個邊塊，8個角塊可以任意變換位置，四個邊塊也是，不過若以一個邊塊作為參考點，則有{\displaystyle 8!\times 3!=241,920}種變化。

## 解法
可以使用3x3x2魔術方塊的解法來解此種魔術方塊。

## 外部連結
- Meffert（页面存档备份，存于）
- 世界魔方協會官方主頁（页面存档备份，存于）
- 魔方消息最權威的網站（页面存档备份，存于）
- 魔方 free online 3D game
- 解法视频网站（页面存档备份，存于）